# Mushimbili
Mushimbili è un ward dello Zambia, parte della Provincia Centrale e del Distretto di Kapiri Mposhi.